# Wiehl
Wiehl är en stad i Oberbergischer Kreis i Regierungsbezirk Köln i förbundslandet Nordrhein-Westfalen i Tyskland.